# Kanton La Troncal
Der Kanton La Troncal befindet sich in der Provinz Cañar südzentral in Ecuador. Er besitzt eine Fläche von 319,6 km². Im Jahr 2020 lag die Einwohnerzahl schätzungsweise bei 76.870. Verwaltungssitz des Kantons ist die Stadt La Troncal mit 35.259 Einwohnern (Stand 2010). Der Kanton La Troncal wurde am 22. September 1983 eingerichtet.

## Lage
Der Kanton La Troncal liegt im äußersten Westen der Provinz Cañar. Das Gebiet liegt größtenteils in der Küstenebene am Fuße der westlichen Anden. Der Río Cañar begrenzt den Kanton im Süden. Der Río Bulubulu verläuft entlang der nordöstlichen Grenze nach Nordwesten. Die Fernstraße E40 (Azogues–Guayaquil) durchquert den Kanton und passiert dabei dessen Hauptort.
Der Kanton La Troncal grenzt im Osten und im Südosten an den Kanton Cañar, im Südwesten und im Westen an den Kanton Naranjal der Provinz Guayas sowie im Norden an den Kanton El Triunfo, ebenfalls in der Provinz Guayas.

## Verwaltungsgliederung
Der Kanton La Troncal ist in die Parroquia urbana („städtisches Kirchspiel“)
- La Troncal

und in die Parroquias rurales („ländliches Kirchspiel“)
- Manuel de J. Calle
- Pancho Negro

gegliedert.